# Луинтел, Джая
Джая Луинтел — непальская журналистка.

## Биография
Луинтел получила степень бакалавра социологии и антропологии. Она начала свою карьеру в 1999 году на Радио Сагарматха в Катманду, Непал. В 2002 году она запустила первую передачу на станции, посвященную гендерным вопросам. В 2012 году Луинтел стала соучредительницей The Story Kitchen, организации, которая даёт женщинам, ставшим жертвами гражданской войны в Непале, профессию репортёра.
В 2014 году она стала научным сотрудником по развитию Фонда Азии, а также вошла в список 100 женщин Би-би-си. В том же году она организовала первую в Непале национальную конференцию женщин-радиовещателей.
В 2010—2011 годах Луинтел получила стипендию Джона С. Найта в области журналистики в Стэнфордском университете.